# Elio Pagliarani
Elio Pagliarani (né le 25 mai 1927 à Viserba, une frazione de Rimini et mort à Rome le 8 mars 2012) est un poète et critique de théâtre italien qui faisait partie du Gruppo 63.

## Biographie
Elio Pagliarani est né le 25 mai 1927 à Viserba, une frazione de Rimini.
Diplômé en sciences politiques à Padoue, Pagliarani s'installe à Milan dans les années 1940, où il travaille comme journaliste et enseignant. En 1960, il s'installe à Rome. Dans les années 1950, il travaille pour L'Avanti! et, à partir de 1968, comme critique de théâtre pour Paese Sera.
Son œuvre la plus connue est le poème expérimental « La ragazza Carla », publié en 1960. Les poèmes de Pagliarani abordent généralement des thèmes réalistes, tels que le travail, l'économie et les classes populaires.
En 1971, il fonde la revue Periodo Ipotetico et travaille pour Nuova Corrente. À partir de 1988, il est rédacteur en chef de la revue de poésie VIDEOR. 
La ballata di Rudi a remporté le prix Viareggio de poésie en 1995.
Elio Pagliarani est décédé à Rome le 8 mars 2012, à l'âge de 84 ans.

## Œuvres

### Poésie
- Cronache ed altre poesie, Schwarz, Milan, 1954
- Inventario privato, Veronelli, Milan, 1959
- La ragazza Carla dans Il Menabò 2, 1960
- La ragazza Carla e altre poesie, Mondadori, Milan, 1962
- Lezione di fisica, Giovanni Scheiwiller, Milan, 1964
- Lezione di fisica e Fecaloro, Feltrinelli, Milan, 1968
- Rosso Corpo Lingua oro pope-papa scienza - Doppio trittico di Nandi particip de Gabriella Sica, Cooperativa Scrittori, Rome, 1977
- Poesie da recita (La ragazza Carla - Lezioni di fisica e Fecaloro - Dalla ballata di Rudi) a cura di Alessandra Briganti, Roma, 1985; brani tradotti in francese da Jean-Charles Vegliante (Epigrammi).
- Esercizi platonici, Palerme, Acquario, 1985.
- Epigrammi ferraresi, introduction de Romano Luperini, Manni Editori, Lecce, 1987.
- La bella addormentata nel bosco, Corpo 10, Milan, 1988.
- La ballata di Rudi, Marsilio, Milan, 1995 (Prix Viareggio)
- Per il duemila immediato futuro, dessins de Cosimo Budetta, Ogopogo, Agromonte, 1998.
- Quattro epigrammi da Savonarola, dessins de Cosimo Budetta, préface de Francesca Bernardini Napoletano, Ogopogo, Agromonte, 1998.
- A Liarosa vent'anni dopo, aquarelle de Eugenia Serafini, Osnago, edizioni Pulcinoelefante, 2001.

### Anthologies
- I maestri del racconto italiano (collaboration Walter Pedullà), Rizzoli, Milan, 1964.
- Manuale della poesia sperimentale (collaboration Guido Guglielmi), Mondadori, Milan, 1966.
- Tutte le poesie (1946-2005), Garzanti, Milan, 2006.
- Tutte le poesie, Il Saggiatore, Milan, 2019.

### Théâtre
- Le sue ragioni (musique de Angelo Paccagnini), Milan, 1960.
- Pelle d'asino (collaboratio, Alfredo Giuliani), Scheiwiller, Milan, 1964.
- Rosso Corpo Lingua (musique Andrea Ciullo), Galleria Arti Visive di Sylvia Franchi, Rome, 1979.
- A tratta si tirano da “La ballata di Rudi” (musique de Andrea Ciullo), Galerie nationale d'Art moderne et contemporain, Rome, 1983.
- La bella addormentata nel bosco,Corpo 10, Milan, 1987.
- La bestia di porpora o Poema di Alessandro dans L'Illuminista , revue de culture contemporaine dirigée par Walter Pedullà,n.2-3, automne /hiver 2000, pp. 41–87.
- IV Epigramma dagli “Eccetera di un contemporaneo” (musique de Andrea Ciullo), Rome, 2007.
- Tutto il teatro, a cura di Gianluca Rizzo, Venise, 2013.

### Essais
- Il fiato dello spettatore, Marsilio, Padoue, 1972 ; nuovelle édition Il fiato dello spettatore e altri scritti sul teatro, a cura di Marianna Marrucci, L'orma editore, Rome. 2017,  (ISBN 978-88-997-9322-7)
- Giovanni Pascoli, Ist. Poligrafico dello Stato, Rome, 1998.
- Epigrammi. Da Savonarola, Martin Lutero..., Manni Editori, Lecce, 2001.

### Autres éditions
- La ragazza Carla e nuove poesie, édité par di Alberto Asor Rosa, Mondadori, Milan, 1978.
- Poesie da recita. La ragazza Carla, Lezione di fisica e Fecaloro, dalla Ballata di Rudi, édité par Alessandra Briganti, Bulzoni, Rome, 1985
- Poesie d'amore e disamore, édité par Plinio Perilli, Mancosu, Rome, 1994.
- La pietà oggettiva. (Poésie 1947-1997), édité par Plinio Perilli, Fondazione Piazzolla, Rome, 1997
- I romanzi in versi (La ragazza Carla, La ballata di Rudi), Mondadori, Milan, 1997.
- Tutte le poesie (1946-2005), édité par Andrea Cortellessa, Garzanti, Milan, 2006.

## Traductions
- (en) La Ragazza Carla, A Girl named Carla, trad. en anglais par Luca Paci avec Huw Thomas, Troubador, U.K., 2006.
- (fr) Carla, une jeune fille [« La ragazza Carla »] (trad. Ada Tosatti), Marseille, Nous, coll. « NOW », 2024, 106 p. (ISBN 978-2370841339)[3].